# Fusão aneutrônica
Fusão aneutrônica é qualquer forma de fusão nuclear em que muito pouca energia liberada é transportada pelos nêutrons. Neste processo, os nêutrons representam menos do que 1% das partículas energizadas resultantes da reação. Enquanto as reações de fusão nuclear de limiar mais baixo liberam até 80% de sua energia na forma de nêutrons, as reações aneutrônicas liberam energia na forma de partículas carregadas, normalmente prótons ou partículas alfa. A fusão aneutrônica bem-sucedida reduziria muito os problemas associados à radiação de nêutrons, como radiação ionizante prejudicial, ativação de nêutrons e requisitos para proteção biológica, manuseio remoto e segurança.
Como é mais simples converter a energia de partículas carregadas em energia elétrica do que converter a energia de partículas não carregadas, uma reação aneutrônica seria atraente para sistemas de energia. Alguns proponentes veem um potencial para reduções dramáticas de custos convertendo energia diretamente em eletricidade, bem como eliminando a radiação dos nêutrons, contra a qual é difícil proteger-se. No entanto, as condições necessárias para aproveitar a fusão aneutrônica são muito mais extremas do que aquelas exigidas para a fusão deutério-trítio sendo investigada no ITER.

## Reações possíveis
Várias reações nucleares não produzem nêutrons em nenhum de seus ramos. Aquelas com as maiores seções de choque são estas:

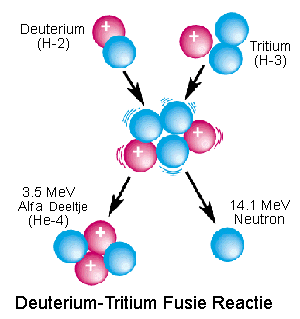
Reação neutrônica: fusão nuclear de deutério-trítio gerando energia, produzindo hélio e emitindo um nêutron.

| Isótopos            | Reação | Reação | Reação | Reação | Reação | Reação | Reação | Reação | Reação      |
| ------------------- | ------ | ------ | ------ | ------ | ------ | ------ | ------ | ------ | ----------- |
| Deutério - Hélio-3  | 2D     | +      | 3He    | →      |        | 4He    | +      | 1p     | + 18.3 MeV  |
| Deutério - lítio-6  | 2D     | +      | 6Li    | →      | 2      | 4He    |        |        | + 22.4 MeV  |
| Próton - Lítio-6    | 1p     | +      | 6Li    | →      |        | 4He    | +      | 3He    | + 4.0 MeV   |
| Hélio-3 – Lítio-6   | 3He    | +      | 6Li    | →      | 2      | 4He    | +      | 1p     | + 16.9 MeV  |
| Hélio-3 - Hélio-3   | 3He    | +      | 3He    | →      |        | 4He    | +      | 2 1p   | + 12.86 MeV |
| Próton – Lítio-7    | 1p     | +      | 7Li    | →      | 2      | 4He    |        |        | + 17.2 MeV  |
| Próton – Boro-11    | 1p     | +      | 11B    | →      | 3      | 4He    |        |        | + 8.7 MeV   |
| Próton – Nitrogênio | 1p     | +      | 15N    | →      |        | 12C    | +      | 4He    | + 5.0 MeV   |

Reações neutônicas